# واجب شرعي
الواجب في علم أصول الفقه الإسلامي، أحد أنواع الأحكام التكليفية ومعناه: «ما اقتضى الشرع فعله على جهة الإلزام» فهو بهذا المعنى مرادف لمعنى الفرض، إلا أنه يختلف عن الفرض في بعض الخصائص.

## معنى كلمة واجب
تستعمل كلمة: واجب لمعان متعددة في المصطلحات اللغوية والثقافية عموما. وفي اصطلاح علماء أصول الفقه يراد به معنى مخصوصا بالحكم الشرعي مفاده: الإلزام بالشيء. ويكون مرادفا لمعنى: الفرض. وقد يكون مستعملا لإفادة معنى ما هو فرع ملحق بالفرض في بعض الأحكام، باعتبار أن الواجب أقل إلزاما من الفرض.

## الواجب الشرعي
لا فرق بين الفرض وبين الواجب عند أكثر علماء أصول الفقه. وعلى هذا فالركن والفرض والواجب واللازم والحتمي كلها ألفاظ مترادفة لمعنى واحد هو: «ما اقتضى الشرع فعله على جهة الإلزام». ولا فرق بين أنواعه من حيث التسمية. لكن يمكن معرفة الفرق بين الفرض والواجب عند بعض علماء أصول الفقه فيما يلي:
1. الفرض المتفق على فرضيته مثل: الصلوات الخمس.
2. الفرض غير المتفق على فرضيته وهذا النوع يسمى: عند البعض واجبا، أو «الفرض العملي».

## تعريف الواجب
لعلماء أصول الفقه في تعريف الواجب مذهبان هما:
1. أن الواجب والفرض كلاهما بمعنى واحد بلا فرق بينهما. وهذا قول أكثر العلماء وهو مذهب الأئمة الأربعة خلافا لمذهب أبي حنيفة.
2. أن الواجب يختلف عن الفرض من بعض الوجوه. وإن جاز تسمية الواجب مفروضا؛ فهو لمعنى الإلزام على وجه مخصوص وهو مذهب أبي حنيفة.

## معنى الواجب
الواجب في مذهب أبي حنيفة هو: «ما لزم في الشرع عملا لا علما». فهو -بهذا المعنى- يسمى أيضا فرضا بمعنى: المفروض عملا لا علما. أي: أن فعله يكون مفروضا، لكنه ليس من المعلوم من الدين بالضروة، فلا يكفر جاحده. باعتبار أنه ثبت بدليل غير قطعي الدلالة، مثل قول الله تعالى: ﴿فَصَلِّ لِرَبِّكَ وَانْحَرْ ۝٢﴾ [الكوثر:2] يدل على مشروعية صلاة عيد الأضحى، والأمر بلفظ: «فصل» مفاده الأمر بهذه الصلاة اتفاقا، لكن دلالة هذا الأمر على الفرضية ليس متفقا عليه. مثل: صلاة العيدين على القول بأنها واجبة. والقول الثاني: أنها سنة مؤكدة وعلى القولين يثاب فاعلها، ويترتب على تركها العقاب، أقل من عقوبة ترك الفرض.

## أنواع الفرض
الفرض عند الحنفية نوعان
1. فرض علما وعملا كالصلوات الخمس
2. فرض عملا لا علما مثل: صلاة الوتر فهي عند الحنفية: مفروضة عملا وواجبة اعتقادا وسنة ثبوتا.[5] والمعنى: أن الإلزام بها أقل رتبة من الإلزام بالفرض. فالواجب قد يراد به السنة المؤكدة على اعتبار: أنها ثبتت بفعل رسول الله . مع مواظبته على فعلها.

## مميزات الواجب عند الحنفية
يختص الواجب عند الحنفية بخصائص منها:
1. العلم بمعنى: أن الواجب يلزم اعتقاد وجوبه، والإلزام به شرعا، لكن العلم به ليس من المعلوم من الدين بالضرورة.
2. الدليل بمعنى: أن دليل الواجب يكون ظنيا. أي: غير قطعي الدلالة.
3. الحتمية بمعنى: أن الواجب يفيد الإلزام، لكن ليس كالإلزام بالفرض.
4. العمل بمعنى: أن الواجب يلزم العمل به كلزوم العمل بالفرض، وله حكم الفرض من حيث الأحكام المتعلقة به.

### دليل الواجب
يتفق علماء أصول الفقه على أن الوجوب لا يثبت إلا بدليل شرعي. ودليل الوجوب عند الحنفية إما قطعي أو ظني. وكل هذا لا يقصد به كون الدليل صحيحا أو غير صحيح.
1. الدليل القطعي بمعنى: المقطوع أي: المجزوم بدلالته على الوجوب اتفاقا بلا خلاف. وهذا يجعل المحكوم بوجوبه معلوما من الدين بالضرورة. مثل: دليل الأمر بفرض الصلوات الخمس، أو الصوم، أو الزكاة.
2. الدليل الظني وهو: غير المقطوع بدلالته على الوجوب. مثل: صلاة ركعتين راتبة صلاة

الفجر، على القول بوجوبها عند الحنفية. لكن دليل القول بالوجوب ظني بمعنى: أن دلالته على الوجوب غير متفق عليه.

مثال للتوضيح
مسح الرأس في الوضوء فرض من فروض الوضوء بالإجماع، ودليله الأية الدالة على وجوب مسح الرأس ودلالتها بالاتفاق.

وعند الحنفية مسح ثلث الرأس واجب، وليس بفرض؛ لأن دليلهم الذي اعتمدوا عليه في الوجوب غير متفق على دلالته على وجوب مسح مقدار ثلث الرأس.

## أنواع الواجب

### الواجب في أصول الفقه
معنى كلمة واجب في علم أصول الفقه مرادف لمعنى الفرض خلافا لمذهب أبي حنيفة، باعتبار:
1. أن الفرض عينا أو كفاية هو: الواجب علماً وعملاً ويضبط بما يلي:
  1. أنه يفيد معنى الإلزام أي: (الحتمية)
  2. أنه معلوم من الدين بالضرورة.
  3. أن دليله قطعي الثبوت.
  4. أن العمل بمقتضاه: لازم بالإجماع.
2. أن الواجب عينا أو كفاية هو: «الفرض عملا لا علما»

فليس من المعلوم بالضرورة، ودليله غير قطعي، والعمل به واجب لا بالإجماع، بل برجحان الدليل عند القائل بالوجوب.

### الواجب المضاف لحكم شرعي
الواجب المضاف لحكم شرعي، في علم الفقه مثل:
1. واجبات الصلاة.
2. واجبات الحج.

### الواجب الصناعي
الواجب بالمعنى العملي، أو الصناعي، أو المتعلق بالأداء
مثل قول النحاة: يجب رفع الفاعل ونصب المفعول، أو حذف حرف العلة لدخول الجازم.

#### حكم الواجب الصناعي
الواجب الصناعي يقتضي الإلزام، عند أهل تلك الصناعة، ولا يكون هذا الوجوب شرعيا إلا إذا اقتضى الشرع فعله أو تركه على جهة الإلزام، ويمكن اتضاح الفرق فيما يلي:
- الواجب اللغوي مثل: رفع الفاعل، أو حذف إحدى الساكنين عند اجتماعهما، أو غير ذلك، لكن هذا الوجوب لا يعني بالضرورة، حصول مخالفة شرعية، فلا يقاس من لم يرفع الفاعل مثلا بمن ترك فريضة شرعية.